# Raiffeisenbank Neustadt-Vohenstrauß
Die Raiffeisenbank Neustadt-Vohenstrauß eG war ein genossenschaftliches Kreditinstitut mit Sitz in Neustadt an der Waldnaab. Im Jahr 2023 fusionierte die Bank mit der Volksbank Raiffeisenbank Nordoberpfalz eG.

## Geschichte
Die Raiffeisenbank Neustadt-Vohenstrauß eG ist im Jahr 2000 durch die Fusion der Raiffeisenbank Moosbach-Eslarn-Waidhaus eG mit der Raiffeisenbank Neustadt-Vohenstrauß eG entstanden. Die Raiffeisenbank Neustadt-Vohenstrauß eG wurde 1893 als Waldthurner Darlehenskassenverein eGmuH mit Sitz in Waldthurn gegründet. Diese fusionierte zuerst mit der Raiffeisenkasse Altenstadt/Voh eGmbH, der Raiffeisenkasse Neuenhammer eGmbH sowie der Raiffeisenkasse Waldau eGmbH. 1972 verschmolzen diese vier Banken zur Raiffeisenbank Vohenstrauß-Waldthurn eGmbH. Zwei Jahre später folgte der Zusammenschluss mit der Raiffeisenbank Pleystein eGmbH und der Raiffeisenbank Miesbrunn eGmbH. Die folgende Fusion der Raiffeisenbank Neustadt-Vohenstrauß eG wurde 1990 vollzogen, bei der die Raiffeisenbank Neustadt an der Waldnaab eG und die Raiffeisenbank Vohenstrauß-Waldthurn eG zusammengewachsen sind, ehe im Jahr 2000 der letzte Zusammenschluss mit der Raiffeisenbank Moosbach-Eslarn-Waidhaus eG erfolgte. Die Raiffeisenbank Moosbach-Eslarn-Waidhaus eG ist 1998 durch die Zusammenlegung der Raiffeisenkasse Eslarn und der Raiffeisenbank Moosbach-Waidhaus eG entstanden. Die Raiffeisenkasse Eslarn wurde am 30. April 1913 als Spar- und Darlehenskassenverein Eslarn gegründet. Im Zuge der Umstellung auf eine hauptamtliche Geschäftsführung firmierte der Darlehenskassenverein Moosbach, sowie die Raiffeisenkasse Böhmischbruck 1963 zur Raiffeisenbank Moosbach um. Die Raiffeisenkasse Waidhaus wurde am 9. Dezember 1894 als Darlehenskassenverein Waidhaus gegründet.

## Geschäftsgebiet
Das Geschäftsgebiet der Raiffeisenbank Neustadt-Vohenstrauß eG umfasste 8 Geschäftsstellen, die sich im Landkreis Neustadt Waldnaab befanden. Die Hauptstelle befand sich in der Stadt Vohenstrauß. Das westliche Geschäftsgebiet erstreckte sich von der Geschäftsstelle Neustadt an der Waldnaab und Altenstadt an der Waldnaab über die Filiale in Waldthurn bis zum Zentrum in Vohenstrauß. Der östliche Teil begann mit der Zweigstelle in Pleystein und Moosbach. An der tschechischen Grenze befanden sich noch zwei weitere Geschäftsstellen in Waidhaus und Eslarn. Zudem betrieb die Raiffeisenbank Neustadt-Vohenstrauß zwei Warenbetriebe an den Standorten in Albersrieth und Moosbach.

## Dienstleistungen und Produkte
Die Raiffeisenbank Neustadt-Vohenstrauß eG betrieb das Universalbankgeschäft. Sie bot dem Kunden Produkte für den gesamten Bedarf an Finanzdienstleistungen. Außerdem erfolgte eine Beratung zu Finanzprodukten über Immobilien und Bausparen, Altersvorsorge bis hin zu Versicherungen.

## Verbundpartner
Die Verbundpartner waren Partnerunternehmen aus dem Finanzdienstleistungsbereich, die die Produkt- und Dienstleistungspalette der Raiffeisenbank Neustadt-Vohenstrauß eG ergänzten oder erweiterten. Dazu zählten:
- Allianz Versicherung
- Bausparkasse Schwäbisch Hall
- DZ HYP
- DZ Bank
- MünchnerHyp
- R+V Versicherung
- Teambank (e@sy Credit)
- Union Investment
- VR Smart Finanz

## BankCard ServiceNetz
Die Genossenschaftsbank Raiffeisenbank Neustadt-Vohenstrauß eG war dem bundesweiten BankCard ServiceNetz und dem BankCard KontoInfo angeschlossen.

## Sicherungseinrichtung
Neben der gesetzlichen Einlagensicherung war die Raiffeisenbank Neustadt-Vohenstrauß eG der Sicherungseinrichtung des Bundesverbands der Deutschen Volksbanken und Raiffeisenbanken e. V. (BVR) angeschlossen. 